# Christoph Buggert
Christoph Buggert (* 17. Juni 1937 in Swinemünde, heute Swinoujscie) ist ein deutscher Schriftsteller, Hörspieldramaturg und war Leiter der Hörspielabteilung des Hessischen Rundfunks.

## Leben
Christoph Buggert verbrachte seine Kindheit und Jugend in Stargard/Hinterpommern, Halle (Saale) und Bremen. Er studierte in Freiburg/Breisgau und München. 1967 promovierte er bei Walter Müller-Seidel über Erzähltechniken im Roman des 19. Jahrhunderts.
Ab 1972 war er Hörspieldramaturg am Bayerischen Rundfunk (BR), 1976 wechselte er zum Hessischen Rundfunk (HR). Seine Spezialität waren die 16-stündigen, monothematisch orientierten hr2-Radiotage – wie zum Beispiel Der Krieg geht zu Ende von Walter Kempowski und Walter Adler, Space Day zum Start der Internationalen Raumstation ISS oder die nur aus Geräuschen bestehende 16-stündige Dokumentation Ein Tag in Europa von Helmut Kopetzky.
Buggert war Mitbegründer der genossenschaftlich organisierten Autorenbuchhandlungen in München und Frankfurt am Main.
Ab 1959 verfasste er über zwanzig Hörspiele, die von verschiedenen deutschsprachigen Sendern produziert und in neunzehn Sprachen übersetzt wurden. Sein erster Roman Das Pfarrhaus erschien 1988. 1990 nahm Buggert am Ingeborg-Bachmann-Preis in Klagenfurt teil. Bis 2022 folgten acht weitere Romane.
Buggert wurde 1977 Präsidiums-Mitglied der Deutschen Akademie der Darstellenden Künste, für die er von 1985 bis 2019 die Institution Hörspiel des Monats/des Jahres betreute. Von 2007 bis 2013 war er Jury-Vorsitzender des Günter-Eich-Preises. Neben den literarischen Titeln publizierte er zahlreiche Essays zum Thema Radio- und Hörspiel-Theorie.
Christoph Buggert lebt seit 1984 in Oberursel (Taunus); er ist verheiratet, das Paar hat zwei Töchter.

## Auszeichnungen
- 1978: Hörspielpreis der Kriegsblinden für das Hörspiel Vor dem Ersticken ein Schrei[4]
- 1983: Drama Award der British Theatre Association
- 1985: Jean-Thevenot-Preis
- 1991: Morishige Award der Television and Radio Writers’ Association of Japan
- 2012 wurde sein Hörspiel Domino von der Akademie der Darstellenden Künste zum Hörspiel des Monats Juni 2012 gewählt.
- 2020 wurde sein Hörspiel Einsteins Zunge. Aus dem Nachlass meines Bruders mit dem Deutschen Hörspielpreis der ARD ausgezeichnet.[5]

## Werke (Auswahl)

### Hörspiele
- 1961 Der blaue Vogel, Regie: Hermann Wenninger (BR)
- 1964 Ikarus auf der Wolke, Komposition: Heinz Brüning, Regie: Heinz-Günter Stamm (BR)
- 1965 Reisen nach Mazedonien, Regie: Heinz Wilhelm Schwarz (WDR)
- 1967 Auslandsgespräch, Regie: Heinz-Günter Stamm (BR/WDR)
- 1971 Weichgesichter. Revue, Komposition: Friedrich Scholz, Regie: Manfred Marchfelder (BR/HR)
- 1973 Bumerang. Ein bürgerliches Kampfspiel, Regie: Ulrich Lauterbach (HR/BR)
- 1977 Vor dem Ersticken ein Schrei. Trilogie des bürgerlichen Wahnsinns 1, Regie: Raoul Wolfgang Schnell (WDR/BR) Hörspielpreis der Kriegsblinden[6]
- 1981 Mein Sommernachtstraum, Regie: Walter Alder (WDR/SFB)
- 1987 Nullmord. Trilogie des bürgerlichen Wahnsinns 2, Regie: Walter Adler (WDR/BR/SWF)
- 1989 Blauer Adler - Roter Hahn. Trilogie des bürgerlichen Wahnsinns 3, Regie: Walter Adler (WDR/BR/SWF)
- 1990 Deutschlandbesuch. Deutsche Trilogie 1, Regie: Norbert Schaeffer (WDR/SWF) ausgezeichnet mit dem Morishige Award der Television and Radio Writers‘ Association of Japan
- 1997 Kulturprogramm. Deutsche Trilogie 2, Regie: Norbert Schaeffer (WDR/SWF)
- 1998 Tag der deutschen Einheit. Deutsche Trilogie 3, Regie: Norbert Schaeffer (MDR)
- 1999 Obsession, Regie: Norbert Schaffer (WDR), ARD-Einreichung zum Prix Europa
- 2012 Domino, Regie: Walter Adler (MDR/WDR) Hörspiel des Monats Juni
- 2014 Vier Versuche über die Zeit, Regie: Bernadette Sonnenbichler (SWR)
- 2015 Die ganze Wahrheit über meinen Vater. Hörspiel-Komödie, Regie: Stefan Kanis (MDR)
- 2016 Schachabend. Kriminaloper, Komposition und Regie: Helga Pogatschar (BR)
- 2018 Ein Nachmittag im Museum der unvergessenen Geräusche. Saarbrücker Trilogie 1, Komposition und Regie: Liquid Penguin Ensemble (SR/MDR), ARD-Einreichung zum Prix Europa und zum Deutschen Hörspielpreis der ARD[7]
- 2020 Einsteins Zunge – Aus dem Nachlass meines Bruders. Saarbrücker Trilogie 2, Komposition und Regie: Liquid Penguin Ensemble (SR/MDR), ausgezeichnet mit dem Deutschen Hörspielpreis der ARD
- 2024 Im Busch. Saarbrücker Trilogie 3, Komposition und Regie: Liquid Penguin Ensemble (SR)[8]

### Bearbeitungen
- 1969: Dylan Thomas: Unter dem Milchwald – Regie: Raoul Wolfgang Schnell (BR/WDR)
- 1972: Tankred Dorst: Sand. Ein Attentäter (BR)

### Schriften
- Figur und Erzähler. Dissertation LMU München, Lerche, München 1970, ISBN 3-87478-011-2.
- Das Pfarrhaus. Buch der Entzückungen. Roman. Piper, München / Zürich 1988, ISBN 3-492-03206-0.
- Lange Reise. Roman. Kindler, Berlin 2002, ISBN 3-463-40433-8.
- Deutschlandbesuch. Roman. Reclam, Stuttgart 2006, ISBN 3-379-00860-5.
- Im vierten Zimmer der Zeit. Roman. Nachttischbuch-Verlag, Berlin 2014, ISBN 978-3-937550-23-7.
- Verunsicherung. Roman. Nachttischbuch-Verlag, Hamburg 2019, ISBN 978-3-937550-25-1.
- deutschkrank. Roman. Nachttischbuch-Verlag, Hamburg 2019, ISBN 978-3-937550-26-8.
- Kopfstein. Roman. Nachttischbuch-Verlag, Hamburg 2020, ISBN 978-3-937550-27-5.
- Oleanderplatz, Suburbia. Roman. Nachttischbuch-Verlag, Hamburg 2021, ISBN 978-3-937550-28-2.
- Die Nacht auf den 32. Juli. Roman. Nachttischbuch-Verlag, Berlin 2022, ISBN 978-3-937550-39-8.[9]

### Essays
- Geisel Hörspiel? Verteidigung eines Medien-Biotops. In: ARD-Jahrbuch 1985, Hamburg Hans Bredow Institut, S. 99 ff
- Verkabelte Literatur? Die Chancen des Hörspiels in der Medienzukunft. In: Irmela Schneider/Christian Thomsen (Hrsg.) Grundzüge der Geschichte des europäischen Hörspiels, Darmstadt 1985, S. 207 ff
- Muss das Hörspiel populärer werden? In: Schriften der Dramaturgischen Gesellschaft, Band 20, Berlin 1986, S. 65 ff
- Medienkultur – Kultivierung der Medien. In: Sprache im technischen Zeitalter, Hrsg. Walter Höllerer/Norbert Miller, Heft 117, Berlin 1991, S. 76 ff.
- Quo vadis, Radio? In: Agenda, Zeitschrift für Medien, Bildung, Kultur, 15. Jahrgang, Redaktion: Adolf Grimme Institut, Bonn 1992, S. 23. ff
- Delirium Radio – Anmerkungen eines Medienfossils. In: Augenblick – Marburger Hefte zur Medienwissenschaft, Heft 26, Dezember 1997, S. 30 ff.
- Das Gemurmel im Kopf. Ein Zwischenruf zur Entwicklung und zum Stand des Hörspiels. In: Medienkorrespondenz, Juni 2019.[10]
- Was das Radio kann. Subjektive Anmerkungen zum 100jährigen Radio-Jubiläum. In: epd-medien Nr. 43, Oktober 2023.

## Belege
1. ↑  Hans Jürgen Krug: Kleine Geschichte des Hörspiels. Halem, Köln 2020, dritte erw. Auflage, passim/S. 208 f.
2. ↑  Annette Meyhöfer: Brutstätte der Sünde – Christoph Buggerts erster Roman. In: Frankfurter Allgemeine Zeitung vom 24. März 1988, S. 28.
 Bernhard Kessel: Die Apfeldörfer und ihre Liebeseskapaden. In: Welt am Sonntag vom 17. April 1988, S. 50.
 Martin Gregor-Dellin: Reise durch die Eingeweide. In: Der Tagesspiegel vom 3. Juli 1988, S. XI
3. ↑  Seismographie des Hörspiels. 40 Jahre Hörspiel des Monats, 30 Jahre Hörspiel des Jahres. Herausgegeben von Christoph Buggert im Auftrag der Deutschen Akademie der Darstellenden Künste. belleville, München 2017.
4. ↑  Schriftsteller und Hörspiel, Reden zum Hörspielpreis der Kriegsblinden, Hrsg. Klaus Schöning, Athenäum Königstein, S. 110 ff - HörWelten, 50 Jahre Hörspielpreis der Kriegsblinden, Hrsg. Hans Ulrich Wagner/Uwe Kammann, Aufbau Verlag Berlin 2002, S. 142 f/189 ff
5. ↑  Deutscher Hörspielpreis der ARD für „Einsteins Zunge“ von Christoph Buggert www.ard.de, 07.11.2020
6. ↑  Geschichte der deutschen Literatur von 1945 bis zur Gegenwart, Hrsg. Wilfried Barner, C.H.Beck München 2006, zweite erw. Auflage, S. 667
7. ↑  Jan Sinning: Geräusch – Geräuscherleben und Erinnerung in Christoph Buggerts Hörspiel ‚Ein Nachmittag im Museum der unvergessenen Geräusche‘. In: Gehörte Geschichten – Phänomene des Auditiven. Hrsg. Nils Lehnert/Ina Schenker/Andreas Wicke, De Gruyter Berlin/Boston 2022, S. 105 ff.
8. ↑  Stefan Fischer: „Im Busch“, Süddeutsche Zeitung 10./11.02.2024, S. 38 - Jochen Meißner: Christoph Buggerts Hörspiel ‚Im Busch‘ – Aus dem Lorbeerbusch der Verdrängung, KNA Mediendienst 15.02.2024
9. ↑  Verlagswebsite zu Christoph Buggert
10. ↑  siehe auch: Kritische Audio-Edition, Hrsg. Anke Bosse/Wolfgang Lukas, De Gruyter Berlin/Boston 2024, S. 9 ff

| Personendaten    | Personendaten            |
| ---------------- | ------------------------ |
| NAME             | Buggert, Christoph       |
| KURZBESCHREIBUNG | deutscher Schriftsteller |
| GEBURTSDATUM     | 17. Juni 1937            |
| GEBURTSORT       | Swinemünde               |